# Stilket kilebæger
Stilket kilebæger (Atriplex pedunculata eller Halimione pedunculata) er en enårig urt i amarant-familien. Den har en nedliggende eller opret stængel som er sparsomt forgrenet og 20–30 cm høj. Bladene er spredte og kødfulde, og hele planten er grå. De små, enkønnede blomster sidder i klaselignende blomsterstande. Hunblomsterne har en omtrent én cm lang blomsterstilk.
I Vesteuropa vokser stilket kilebæger på mudrede indlandssaltenge ved havet. Arten der er sjælden i Danmark, er udbredt ved kysterne i Frankrig, Belgien, Holland, Storbritannien, Tyskland, Danmark, Sydsverige, Polen og Estland. I Sverige går arten mod nord i Bohuslän, men er aldrig fundet i Norge. Stilket kilebæger er også fundet ved kilder med saltholdig vand i Sydtyskland. Videre findes arten over et stort område fra Bulgarien og Rumænien østover på den store eurasiske steppen til foden af Altajbjergene.